# Bäcksjön (Umeå socken, Västerbotten)
Bäcksjön är en sjö i Umeå kommun i Västerbotten som ingår i Sävarån-Tavelåns kustområde. Sjön är 7 meter djup, har en yta på 2,13 kvadratkilometer och befinner sig 60 meter över havet. Sjön avvattnas av vattendraget Hjåggmarksbäcken. Vid provfiske har abborre, gers, gädda och mört fångats i sjön.
Sjön är cirka 2,5 kilometer lång från norr till söder, och drygt 1 kilometer bred på bredaste stället. Större delen av sjön har ett djup på 3-4 meter.
Marken runt sjön ägs till stor del av Skogsstyrelsen, som tidigare hade en skogsvårdsgård, Bäcksjögården, vid Södra Bäcksjön. Gården är idag i privat ägo men den är den enda bebyggelsen runt sjön (bortsett från några enstaka vindskydd, kåtor och utedass), men på norra sidan av sjön kan man se resterna (husgrunder, murar och igenväxta åkrar) efter de övergivna byarna Norra Bäcksjön och Mångbyn.
I sjön finns naturligt abborre, gädda, mört och lake, samt inplanterad öring och regnbåge.
Bäcksjön har tre större öar, och några mindre. En av de större öarna har grillplats och vindskydd.
Det finns fyra badstränder vid sjön, en i norra delen, två i östra delen och en i västra delen av sjön. Det finns även en badplats vid sjöns sydspets.

## Delavrinningsområde
Bäcksjön ingår i delavrinningsområde (710206-172438) som SMHI kallar för Utloppet av Bäcksjön. Medelhöjden är 68 meter över havet och ytan är 7,9 kvadratkilometer. Det finns inga avrinningsområden uppströms utan avrinningsområdet är högsta punkten. Hjåggmarksbäcken som avvattnar avrinningsområdet har biflödesordning 2, vilket innebär att vattnet flödar genom totalt 2 vattendrag innan det når havet efter 16 kilometer. Avrinningsområdet består mestadels av skog (66 procent). Avrinningsområdet har 2,13 kvadratkilometer vattenytor vilket ger det en sjöprocent på 26,9 procent.